# Église San Giovanni di Laterano
L'église de Saint-Jean-de-Latran (chiesa di San Giovanni di Laterano) fut une église catholique avec monastère de Venise, en Italie.

## Localisation
L'église fut située dans le sestiere de Castello, près du rio de San Giovanni Laterano.

## Historique
En 1504, une religieuse du nom de Mattia abandonna le couvent des SS. Rocco et Margarita avec ses coreligionnaires, et revint vivre sous la règle de saint Augustin dans une maison voisine de l'ancien oratoire dit de San Giovanni Laterano (vulg. San Zan Lateran), rattaché au chapitre des canoniques Lateranensi de Rome. 
Les religieuses achetèrent l'oratoire et, en 1519, méritèrent pour leur bonne conduite d'être envoyées réformer le couvent de Sant'Anna, de règle bénédictine, qu'ils gardèrent aussi après leur retour en 1551.
Un incendie de 1573 causé par la foudre, dans lequel l'abbesse Serafina Molin trouva la mort, les obligea à s'exiler jusqu'à la reconstruction. Ottavia Zorzi, dernière habitante en 1599, voulut restaurer l'église, et réussit à y attirer plus de cinquante religieuses. Le couvent, délaissé en 1731, fut supprimé ainsi que l'église, en 1810. Il servit ensuite aux Archives notariées, au Gymnase et à l'École élémentaire. Aujourd'hui, il sert à l'institut technique et nautique Paolo Sarpi.